# Ya'qub ibn Ishaq al-Tamimi
Ya'qub ibn Ishaq al-Tamimi (in arabo يعقوب بن إسحاق التميمي‎?) (fl. X secolo) è stato un comandante navale arabo che operò sotto il regime Fatimide nel X secolo.
È noto per una famosa incursione che condusse contro le coste italiane tra il 934 e il 935, coinvolgendo città e isole del Mediterraneo come Genova, la Sardegna e la Corsica.

## Biografia
Ya'qub proveniva da una famiglia di militari, con un fratello, Khalil, che ricopriva un ruolo nell'amministrazione militare Fatimida, in particolare come comandante di una delle principali guarnigioni di Kairouan.
Nel 934, al comando di una flotta che variava tra 20 e 30 navi, partì da al-Mahdiyya (l'attuale Tunisi) per un'incursione di grande impatto. Il suo obiettivo principale era indebolire le rotte commerciali cristiane e fare prigionieri da utilizzare come schiavi o merce di scambio. L'azione culminò con il saccheggio della città di Genova, un obiettivo strategico per i Fatimidi. Durante il ritorno, Ya'qub dovette affrontare una flotta bizantina che, avendo appreso dell'assalto alla Superba, si era messa sulle tracce dei pirati. Nonostante la resistenza dei Bizantini, Ya'qub riuscì a prevalere e a completare la sua spedizione con successo.
Oltre al colpo a Genova, Ya'qub scorrazzò anche per le isole vicine, tra cui la Sardegna e la Corsica, infliggendo danni significativi e portando con sé un cospicuo numero di prigionieri. La sua flotta fece ritorno a al-Mahdiyya nel 935, con un bottino che includeva circa 8.000 prigionieri.
La sua nomea rimase legata alla memoria di questa impresa grazie alla sua notevole abilità strategica, ma poco altro si sa della sua carriera o delle sue ulteriori azioni. La sua figura è stata spesso oggetto di leggende e racconti, ma l'importanza di questa incursione resta un episodio rilevante nella storia della pirateria e delle tensioni tra l'Occidente cristiano e l'Impero Fatimide.